# Melknat Wudu
Melknat Wudu Sharew (* 3. Januar 2005) ist eine äthiopische Leichtathletin, die sich auf den Langstreckenlauf spezialisiert hat.

## Sportliche Laufbahn
Erste internationale Erfahrungen sammelte Melknat Wudu im Jahr 2021, als sie bei den U20-Weltmeisterschaften in Nairobi in 16:13,16 min die Silbermedaille im 5000-Meter-Lauf belegte und über 3000 Meter in 9:00,12 min Bronze gewann. Im Jahr darauf gelangte sie dann bei den Afrikameisterschaften in Port Louis mit 15:08,65 min auf Rang vier über 5000 Meter. Anschließend gewann sie bei den U20-Weltmeisterschaften in Cali in 15:30,06 min die Silbermedaille über 5000 Meter. Bei den Crosslauf-Weltmeisterschaften 2023 in Bathurst wurde sie in 21:57 min Elfte im U20-Rennen und im Jahr darauf gewann sie bei den Afrikaspielen in Accra in 15:07,04 min die Bronzemedaille über 5000 Meter hinter ihren Landsfrauen Medina Eisa und Birtukan Molla.

## Persönliche Bestzeiten
- 1500 Meter: 4:11,29 min, 23. Februar 2023 in Melbourne
- 3000 Meter: 8:32,02 min, 11. Februar 2024 in New York City
  - 2 Meilen (Halle): 9:07,12 min, 11. Februar 2024 in New York (U20-Weltbestleistung)
- 5000 Meter: 14:39,36 min, 23. Juli 2023 in London